# August von Dönhoff
August Heinrich Hermann von Dönhoff, född 10 oktober 1797, död 1 april 1874, var en tysk greve och diplomat. Han var brorson till Sophie von Dönhoff.
Dönhoff trädde 1821 i preussisk tjänst och verkade på olika poster som diplomat, efter 1842 som sändebud vid förbundsförsamlingen i Frankfurt. 1848 var han 6 veckor preussisk utrikesminister. Efter 1849 var Dönhoff parlamentariskt verksam, från 1869 som ärftlig medlem av Preussens herrehus, och gjorde sig där till talesman för en moderat högerpolitik.